# نفوذی (مجموعه تلویزیونی)
نفوذی (به ترکی استانبولی: içerde) یک مجموعه تلویزیونی ترکی در ژانر جنایی و درام با بازی چاغاتای اولوسوی و آراس بولوت اینملی است. پخش این مجموعه در ۱۹ سپتامبر ۲۰۱۶ از کانال شو تی‌وی آغاز شد. داستان این مجموعه اقتباسی از فیلم رفتگان است.

## خلاصه داستان
سارپ و مرت در آکادمی پلیس با هم درس می‌خوانند سارپ به وسیله یوسف که مدیر بخش جرایم عمد و قاچاق است یک هفته مانده به فارغ‌التحصیلی از آکادمی پلیس اخراج می‌شود. درست در روز فارغ‌التحصیلی سارپ اسلحه خود را به سمت یوسف می‌گیرد و با این کارش قدم به یک زندگی جدید که تا حالا تجربه نکرده بود می‌گذارد. در این دنیای جدید و تاریک بزرگ‌ترین دشمن سارپ یکی از محبوب‌ترین افراد آکادمی یعنی مرت خواهد بود.

## بازیگران و شخصیت‌ها
| بازیگر               | نقش |
| -------------------- | --- |
| چاغاتای اولوسوی      | سارپ ییلماز: او در کودکی برادر کوچکتر خود را گم کرد و در جوانی بعنوان پلیس مخفی با هدف نابودی باند جلال بابا و یافتن امید(برادرش) به این باند نفوذ می‌کند، اما همه فکر می‌کنند او توسط رئیس جرایم سازمان یافته(یوسف) از پلیس اخراج شده است. او پسر فسون و متین ییلماز است. در زمانی که به باند جلال بابا نفوذ می‌کند عاشق ملک دختر جلال می‌شود.                                     |
| آراس بولوت اینملی    | مرت کاراداع/ امید ییلماز: برادر گمشده سارپ که جلال بابا با هدف و نقشه قبلی او را بزرگ کرده و کاملا خود را جای سرپرست واقعی او جا زده است. او بعنوان جاسوس جلال بابا در دستگاه جرائم سازمان یافته نفوذ می‌کند. او هیچ آگاهی از گذشته خود به واسطه خاطرات تلخش ندارد. به مرور و در جریان داستان با فسون(مادرش) و ایلم(دوست کودکی‌اش) آشنا می‌شود. در قسمت آخر به ایلم درخواست می‌دهد. |
| اوعور ییلدیران       | سلیم/کمیسر پلیس: او بعد از کشته شدن عمر وارد دستگاه یوسف می‌شود. |
| چتین تکیندور         | جلال دومان: قدرتمند ترین رییس مافیا ترکیه است. هیچ‌کس حریف او نمی‌شود. عامل کشته شدن متین(پدر سارپ)، گم شدن مرت(برادر سارپ)، و کشته شدن بسیاری دیگر . افراد او بسیار به وی وابسته هستند و او را جلال بابا می‌نامند! |
| مصطفی اوغورلو        | یوسف کایا: افسر پلیس، رییس سازمان جرایم سازمان یافته. مدیر سارپ و مرت. همه تلاشش را می‌کند تا جلال بابا را به زندان بفرستد. او بخاطر دفاع از سارپ جانش را از دست می‌دهد. |
| بنسو سورال           | ملک دومان: دختر واقعی جلال بابا که تا جوانی از واقعی بودن آن هیچ خبری نداشت! مادرش به دست جلال بابا کشته شد و در روند داستان عاشق سارپ شد.در قسمت ۳۱ زمانی که متوجه برادر بودن مرت و سارپ شده بود، قبل از گفتن خبر به دست دشمن جلال به اشتباه کشته شد! |
| نهال کولداش          | فسون ییلماز: مادر سارپ و امید. مدتها از دست سارپ بدلیل حضور در باند جلال و اخراج از دستگاه یوسف ناراحت بود. اما زمانی که متوجه علت حضور سارپ در باند جلال شد دلش آرام گرفت و از او پنهانی حمایت کرد. |
| داملا جولبای         | ایلم آیدین دختر عموی سارپ و مرت/امید، معشوقه امید |
| رضا کجااوغلو         | داوود: وفادارترین آدم جلال، عاشق ملک تا آخر داستان مخالف افکار و حرکات سارپ بود. تا اینکه زمانی که امید توسط جلال زندانی شد خودکشی کرد و جای او را به سارپ لو نداد! |
| ییلدیری شاهینلر      | اسد آلیاناک: مردی دو رو و دنبال پول و سرمایه. هرجا که به سودش باشد حاضر می‌شود. در روند داستان شاهد خواهیم بود که بارها به سارپ، جلال، قدرت، کنستانتینی و... پشت کرده است و یا همراه بوده است! |
| ایلبر اویگار کابوغلو | مصطفی ، پسر‌ جلال |